# تسقية (مطبخ)

التسقية

التسقية هي اكلة شعبية تشتهر بها بلاد الشام ( سوريا، الأردن، لبنان، فلسطين) تتكون من الحمص و‌الخبز و‌اللبن. وتعد التسقية إحدى أهم الأكلات الشعبية بسبب تكاليفها البسيطة.

## مقادير
- حمص مسلوق نص كيلو
- لبن مقدار نصف كيلو
- ملعقتا طحينة
- فصا ثوم
- سمن (ملعقتان كبيرتان)
- مكسرات مشكلة
- بهار
- ملح

## الطريقة
- توضع قطع صغيرة من الخبز المحمص في صحن

- يغطى الخبز بالحمص المسلوق
- يسقى الخبز بقليل من ماء الحمص المغلي تدريجياً (ومن هنا التسمية)

- يخفق اللبن مع الثوم المهروس والطحينة والملح وتوضع في الصحن فوق الحمص.
- تقلى المكسرات وتوضع فوق اللبن
- يوضع الفلفل والبهارات ويقدم معه المخلل.

## السعرات الحرارية والقيم الغذائية
- إجمالي الكربوهيدرات: 114.6غم
- إجمالي السكر: 23.1 غم
- الألياف الغذائية: 21.3 غم
- الكالسيوم: 511 ملغم
- البوتاسيوم: 934 ملغم.
- البروتين: 40.5 غم
- الكوليسترول: 8 ملغم
- الصوديوم: 2330 ملغم
- إجمالي الدهون: 39.5 غم
- السعرات الحرارية: 971 سعرة
- الحديد: 9 ملغم. [1]